# Magnus Norman
Leif Magnus Norman (ur. 30 maja 1976 w Filipstadzie) – szwedzki tenisista i trener tenisa, finalista French Open 2000, zdobywca Pucharu Davisa, olimpijczyk z Sydney (2000).

## Kariera tenisowa
W gronie tenisistów zawodowych zadebiutował w 1995 roku, a zakończył karierę w październiku 2004 roku.
W 1996 roku po raz pierwszy wszedł do czołowej setki rankingu światowego. W tym samym roku zaliczył pierwszy start w turnieju wielkoszlemowym, w Rolandzie Garrosie. W 1997 roku sprawił jedną z większych niespodzianek na French Open, eliminując w III rundzie Pete'a Samprasa; dotarł do ćwierćfinału, w którym uległ Filipowi Dewulfowi. Na Wimbledonie wyeliminował w II rundzie Ivaniševicia; w meczu tym zaserwował 46 asów i wygrał piąty, decydujący set w stosunku 14:12. W lipcu wygrał swój pierwszy turniej z cyklu ATP World Tour, pokonując w finale w Båstad Juana Antonio Marína. W finale w Ostrawie uległ Karolowi Kučerze. Sezon 1997 zakończył jako drugi tenisista Szwecji, za Jonasem Björkmanem.
W 1998 roku wygrał turniej w Amsterdamie, po pokonaniu w finale Richarda Fromberga oraz dotarł do finału w Umagu, gdzie uległ Bohdanowi Ulihrachowi. W kwietniu debiutował w reprezentacji w Pucharze Davisa w meczu ze Słowacją; w meczu otwarcia uległ Dominikowi Hrbatemu, ale pokonał w czwartym pojedynku Karola Kučerę, tym samym przyczyniając się do zwycięstwa Szwecji 3:2. W tym samym sezonie wystąpił jeszcze w finale Pucharu Davisa przeciwko Włochom, zdobywając punkt po zwycięstwie z Andreą Gaudenzim. Szwecja wygrała ostatecznie 4:1 i Norman znalazł się w gronie zdobywców Pucharu Davisa.
Lata 1999–2000 były najlepszymi w karierze szwedzkiego tenisisty. W 1999 roku wygrał pięć turniejów rangi ARP World Tour, najpierw w Orlando, potem w Stuttgarcie, Umagu, Long Island i Szanghaju. Ponownie był drugim tenisistą w Szwecji, tym razem za Thomasem Enqvistem. Wystąpił w meczu Pucharu Davisa przeciw Austrii; porażka z Austrią zepchnęła Szwecję z grupy światowej rozgrywek.
W 2000 roku Norman ponownie wygrał pięć turniejów, Auckland, Rzymie, Båstad, Long Island i Szanghaju. W czerwcu Szwed awansował do finału Rolanda Garrosa w Paryżu. Wyeliminował po drodze m.in. finalistę poprzedniej edycji Andrija Medwediewa, Marata Safina i Franco Squillariego. W spotkaniu o tytuł nie sprostał Gustavo Kuertenowi (Kuerten zakończył finał dopiero po jedenastej piłce meczowej, w czterech setach). Norman dotarł także do półfinału Australian Open, pokonując m.in. Lleytona Hewitta i Nicolasa Kiefera; przegrał z Kafielnikowem. Łącznie w sezonie 2000 wygrał 67 pojedynków (więcej zwycięstw odniósł w 2000 roku tylko Marat Safin). Po sukcesie w Rzymie w maju przez siedem tygodni był liderem rankingu ATP Champions Race obejmującego wyniki uzyskane wyłącznie w ciągu bieżącego sezonu. W rankingu całorocznym ATP zajmował pozycję wicelidera. Po raz pierwszy zakwalifikował się do turnieju Tennis Masters Cup i był nr 1. w szwedzkim tenisie na koniec sezonu. Występy w reprezentacji pucharowej pomogły Szwecji powrócić do grupy światowej Pucharu Davisa. W tym samym roku zagrał na igrzyskach olimpijskich w Sydney. Odpadł z rywalizacji w III rundzie po porażce z Arnaudem Di Pasqualem, późniejszym brązowym medalistą.
Od 2001 roku do końca kariery Norman zmagał się z licznymi kontuzjami, ale dochodził do finałów w 2001 roku w Sydney i Scottsdale, a w 2002 roku w Tokio.
W gronie tenisistów znany jako propagator hokeja, był m.in. organizatorem charytatywnego meczu hokejowego między szwedzkimi tenisistami i golfistami w 2000 roku. Obok poważnych kontuzji pleców i ramienia do zakończenia kariery przyczyniły się kłopoty z sercem.
Styl gry Magnusa Normana opierał się przede wszystkim na solidności uderzeń z głębi kortu. Praworęczny, z mocnym forhendem i oburęcznym bekhendem, dysponował także skutecznym pierwszym serwisem. Największe sukcesy odnosił na nawierzchni ziemnej.

### Finały w turniejach ATP World Tour
| Legenda                                      |
| -------------------------------------------- |
| Wielki Szlem                                 |
| Igrzyska olimpijskie                         |
| Tennis Masters Cup / ATP Finals              |
| ATP Masters Series / ATP Tour Masters 1000   |
| ATP International Series Gold / ATP Tour 500 |
| ATP International Series / ATP Tour 250      |

#### Gra pojedyncza (12–6)
| Końcowy wynik | Nr  | Data                 | Turniej            | Nawierzchnia    | Przeciwnik          | Wynik finału                  |
| ------------- | --- | -------------------- | ------------------ | --------------- | ------------------- | ----------------------------- |
| Zwycięzca     | 1.  | 13 lipca 1997        | Båstad             | Ceglana         | Juan Antonio Marín  | 7:5, 6:2                      |
| Finalista     | 1.  | 19 października 1997 | Ostrawa            | Dywanowa (hala) | Karol Kučera        | 2:6, krecz                    |
| Finalista     | 2.  | 2 sierpnia 1998      | Umag               | Ceglana         | Bohdan Ulihrach     | 3:6, 6:7(0)                   |
| Zwycięzca     | 2.  | 8 sierpnia 1998      | Amsterdam          | Ceglana         | Richard Fromberg    | 6:3, 6:3, 2:6, 6:4            |
| Zwycięzca     | 3.  | 25 kwietnia 1999     | Orlando            | Ceglana         | Guillermo Cañas     | 6:0, 6:3                      |
| Zwycięzca     | 4.  | 25 lipca 1999        | Stuttgart          | Ceglana         | Tommy Haas          | 6:7(6), 4:6, 7:6(7), 6:0, 6:3 |
| Zwycięzca     | 5.  | 1 sierpnia 1999      | Umag               | Ceglana         | Jeff Tarango        | 6:2, 6:4                      |
| Zwycięzca     | 6.  | 29 sierpnia 1999     | Long Island        | Twarda          | Àlex Corretja       | 7:6(4), 4:6, 6:3              |
| Zwycięzca     | 7.  | 10 października 1999 | Szanghaj           | Twarda          | Marcelo Ríos        | 2:6, 6:3, 7:5                 |
| Zwycięzca     | 8.  | 16 stycznia 2000     | Auckland           | Twarda          | Michael Chang       | 3:6, 6:3, 7:5                 |
| Zwycięzca     | 9.  | 14 maja 2000         | Rzym               | Ceglana         | Gustavo Kuerten     | 6:3, 4:6, 6:4, 6:4            |
| Finalista     | 3.  | 11 czerwca 2000      | French Open, Paryż | Ceglana         | Gustavo Kuerten     | 2:6, 3:6, 6:2, 6:7(6)         |
| Zwycięzca     | 10. | 16 lipca 2000        | Båstad             | Ceglana         | Andreas Vinciguerra | 6:1, 7:6(6)                   |
| Zwycięzca     | 11. | 27 sierpnia 2000     | Long Island        | Twarda          | Thomas Enqvist      | 6:3, 5:7, 7:5                 |
| Zwycięzca     | 12. | 22 października 2000 | Szanghaj           | Twarda          | Sjeng Schalken      | 6:4, 4:6, 6:3                 |
| Finalista     | 4.  | 14 stycznia 2001     | Sydney             | Twarda          | Lleyton Hewitt      | 4:6, 1:6                      |
| Finalista     | 5.  | 11 marca 2001        | Scottsdale         | Twarda          | Francisco Clavet    | 4:6, 2:6                      |
| Finalista     | 6.  | 6 października 2002  | Tokio              | Twarda          | Kenneth Carlsen     | 6:7(6), 3:6                   |

#### Gra podwójna (0–1)
| Końcowy wynik | Nr | Data            | Turniej | Nawierzchnia | Partner            | Przeciwnicy                 | Wynik finału |
| ------------- | -- | --------------- | ------- | ------------ | ------------------ | --------------------------- | ------------ |
| Finalista     | 1. | 4 stycznia 1997 | Doha    | Twarda       | Patrik Fredriksson | Jacco Eltingh Paul Haarhuis | 3:6, 2:6     |

## Kariera trenerska
W 2008 roku pełnił funkcrę trenera Thomasa Johanssona. Od 2009 do końca sezonu 2010 był szkoleniowcem Robina Söderlinga, który awansował w tym czasie do finałów French Open, wygrał zawody ATP World Tour Masters 1000 w Paryżu i był klasyfikowany na 4. miejscu w rankingu światowym. W roku 2013 został zatrudniony przez Stana Wawrinkę, doprowadzając go do 3 tytułów wielkoszlemowych, triumfu w Pucharze Davisa i 3. pozycji w klasyfikacji ATP. W 2016 roku otrzymał nagrodę ATP Coach of the Year Award (Nagroda Trenera Roku). W połowie sezonu 2017 Norman i Wawrinka zakończyli współpracę.